# 張翼明
張翼明（1583年—1628年），字伯寅，號滄雲，河南歸德府永城縣民籍，直隸鳳陽府宿州丹城人，明朝政治人物。

## 生平
萬曆三十四年（1606年）丙午科河南鄉試第七名舉人，三十八年（1610年）中式庚戌科會試第七十名，三甲第七十六名進士。戶部觀政，授湖廣麻城縣知縣，四十年（1612年）承重丁憂去職，四十三年（1615年）起為山東定陶縣知縣，同年調歷城縣知縣，四十四年（1616年）升刑部貴州司主事，四十五年（1617年）調禮部儀制司主事，升員外郎。
天啟六年（1626年）出為山東布政使司右參議，同年升山東按察司副使，改山西布政使司右參政，七年（1627年）升山西按察使，同年五月升兵部右侍郎、巡撫大同，崇禎元年（1628年）五月因察哈爾部虎墩兔進犯，無力抵禦而被處決。

## 家族
曾祖張傑；原曾祖張偁；祖父張璞，監生；父張易，庠生，贈文林郎。母吳氏（封孺人）。慈侍下。兄張箴明、張德明、張浚明、張成明、張文明。